# 생방송 투데이
《생방송 투데이》는 SBS TV에서 평일 오후 6시 50분에 방송 중인 저녁 정보 프로그램이다.

## 프로그램 소개
바로 오늘.. 우리 주변에는 어떤 일들이 일어나고 있을까?
이슈가 되는 사건 사고에서부터 웃음과 눈물을 줄 휴먼 스토리, 출출한 저녁 사람들의 시선을 사로 잡을 음식 정보까지
오늘을 사는 우리들의 생생한 이야기를 시청자들에게 전달한다.

## 역사
- 2003년 5월 12일 ~ 2003년 7월 20일 : SBS 뉴스퍼레이드와 통합하여 신설되었다.
- 2003년 7월 21일 ~ 2005년 7월 3일 : SBS 뉴스퍼레이드와 분리되었다.
- 2005년 7월 4일 ~ 2007년 1월 14일 : 수도권 뉴스현장과 통합하여 수도권 뉴스현장이 생방송 투데이 1부: 수도권 뉴스현장으로 개편되었으며 기존의 생방송 투데이는 생방송 투데이 2부로 변경되었다.
- 2007년 1월 15일 ~ 2008년 11월 30일 : SBS 뉴스퍼레이드와 분리되었다.
- 2008년 12월 1일 ~ 2009년 4월 26일 : SBS의 2009년 봄 개편으로 생방송 투데이 생활경제로 변경되어 저녁 생활경제 뉴스 정보로 개편되었다.
- 2009년 4월 27일 ~ 현재 : 2009년 봄 개편으로 현재 생방송 투데이로 환원되어 저녁 교양 프로그램으로 환원되었다.
- 2019년 6월 1일 ~ 2021년 6월 30일 : 1부, 2부 체제가 도입되어 방송되었다.
- 2021년 7월 1일 ~ 현재 : 지상파 중간 광고 허용되어 중간 광고 투입해 방송 중이다.
- 2023년 4월 1일 ~ 현재 : 모닝와이드 3부와 함께 UHD 방송을 개시하였다.
- SBS 오 뉴스 이후에 방송될 당시 스포츠 중계 방송이 있는 날에는 SBS 오 뉴스 종료 직후에 방송 되었다. 이는 월드컵, 동계 올림픽, 하계 올림픽 기간, 아시안 게임 시기 등에도 유사하게 적용되었지만 K리그, KBO리그 경기에는 적용되지 않았다.

## 방송 시간
| 방송 채널 | 방송 기간                           | 방송 시간                                    |
| --------- | ----------------------------------- | -------------------------------------------- |
| SBS TV    | 2003년 5월 12일 ~ 2003년 7월 18일   | 매주 평일 저녁 6시 ~ 7시                     |
| SBS TV    | 2003년 7월 21일 ~ 2005년 7월 1일    | 매주 평일 저녁 6시 20분 ~ 7시 5분            |
| SBS TV    | 2005년 7월 4일 ~ 2007년 1월 12일    | 매주 평일 저녁 6시 ~ 6시 50분                |
| SBS TV    | 2007년 1월 15일 ~ 2007년 10월 5일   | 매주 평일 오후 5시 35분 ~ 저녁 6시 50분      |
| SBS TV    | 2007년 10월 8일 ~ 2012년 5월 11일   | 매주 평일 오후 5시 35분 ~ 저녁 6시 30분      |
| SBS TV    | 2012년 5월 14일 ~ 2012년 10월 25일  | 매주 월요일 ~ 목요일 저녁 6시 5분 ~ 7시 20분 |
| SBS TV    | 2012년 10월 29일 ~ 2014년 10월 24일 | 매주 월요일 ~ 목요일 저녁 6시 5분 ~ 7시 20분 |
| SBS TV    | 2012년 10월 29일 ~ 2014년 10월 24일 | 매주 금요일 저녁 6시 25분 ~ 7시 20분         |
| SBS TV    | 2014년 10월 27일 ~ 2017년 6월 2일   | 매주 평일 저녁 6시 ~ 7시 20분                |
| SBS TV    | 2017년 6월 5일 ~ 2017년 9월 15일    | 매주 평일 저녁 6시 45분 ~ 8시                |
| SBS TV    | 2017년 9월 18일 ~ 2019년 4월 12일   | 매주 평일 저녁 7시 ~ 8시                     |
| SBS TV    | 2019년 5월 13일 ~ 2020년 3월 27일   | 매주 평일 저녁 7시 ~ 8시                     |
| SBS TV    | 2020년 4월 20일 ~ 2020년 9월 18일   | 매주 평일 저녁 7시 ~ 8시                     |
| SBS TV    | 2019년 4월 15일 ~ 2019년 5월 10일   | 매주 평일 저녁 6시 55분 ~ 7시 55분           |
| SBS TV    | 2020년 3월 30일 ~ 2020년 4월 17일   | 매주 평일 저녁 6시 50분 ~ 7시 50분           |
| SBS TV    | 2020년 9월 21일 ~ 현재              | 매주 평일 저녁 6시 50분 ~ 7시 50분           |

## MC
| 대수 | 진행자    | 진행자 | 진행자 | 진행자 | 진행자 | 진행 기간                          | 비고   |
| 대수 | 남성      | 남성   | 여성   | 여성   | 여성   | 진행 기간                          | 비고   |
| ---- | --------- | ------ | ------ | ------ | ------ | ---------------------------------- | ------ |
| 1대  | 이창섭    | 빈칸   | 최영아 | 빈칸   | 빈칸   | 2003년 5월 12일 ~ 2008년 11월 28일 |        |
| 2대  | 김기성    | 빈칸   | 최영아 | 빈칸   | 빈칸   | 2008년 12월 1일 ~ 2009년 1월 23일  |        |
| 3대  | 편상욱    | 빈칸   | 최영아 | 빈칸   | 빈칸   | 2009년 1월 26일 ~ 2009년 4월 24일  |        |
| 4대  | 故 김태욱 | 빈칸   | 이병희 | 빈칸   | 빈칸   | 2009년 4월 27일 ~ 2010년 7월 2일   |        |
| 5대  | 故 김태욱 | 빈칸   | 윤현진 | 빈칸   | 빈칸   | 2010년 7월 5일 ~ 2010년 12월 31일  |        |
| 6대  | 박광범    | 빈칸   | 윤현진 | 빈칸   | 빈칸   | 2011년 1월 3일 ~ 2011년 11월 10일  |        |
| 7대  | 김정일    | 빈칸   | 윤현진 | 빈칸   | 빈칸   | 2011년 11월 15일 ~ 2012년 5월 11일 |        |
| 8대  | 김일중    | 빈칸   | 윤현진 | 김민지 | 빈칸   | 2012년 5월 14일 ~ 2013년 11월 8일  |        |
| 9대  | 조정식    | 빈칸   | 윤현진 | 최영아 | 빈칸   | 2013년 11월 11일 ~ 2014년 8월 14일 |        |
| 10대 | 조정식    | 빈칸   | 이윤아 | 최영아 | 빈칸   | 2014년 8월 18일 ~ 2014년 8월 29일  |        |
| 11대 | 조정식    | 빈칸   | 김주희 | 최영아 | 빈칸   | 2014년 9월 1일 ~ 2015년 8월 21일   |        |
| 12대 | 조정식    | 빈칸   | 유혜영 | 최영아 | 빈칸   | 2015년 8월 24일 ~ 2015년 9월 4일   |        |
| 13대 | 김주우    | 빈칸   | 유혜영 | 최영아 | 빈칸   | 2015년 9월 7일 ~ 2016년 10월 21일  |        |
| 14대 | 김주우    | 빈칸   | 윤현진 | 최영아 | 빈칸   | 2016년 10월 24일 ~ 2017년 6월 2일  |        |
| 15대 | 김환      | 빈칸   | 김선재 | 최영아 | 빈칸   | 2017년 6월 5일 ~ 2018년 1월 12일   |        |
| 16대 | 빈칸      | 빈칸   | 김선재 | 최영아 | 윤현진 | 2018년 1월 15일 ~ 2023년 6월 27일  | [ 10 ] |
| 17대 | 빈칸      | 빈칸   | 김선재 | 이윤아 | 윤현진 | 2023년 6월 28일 ~ 2023년 7월 7일   |        |
| 18대 | 빈칸      | 빈칸   | 김선재 | 빈칸   | 윤현진 | 2023년 7월 10일 ~ 2023년 10월 13일 |        |
| 19대 | 김현진    | 빈칸   | 김선재 | 빈칸   | 윤현진 | 2023년 10월 16일 ~ 2025년 2월 7일  |        |
| 20대 | 김현진    | 김윤상 | 김선재 | 빈칸   | 윤현진 | 2025년 2월 10일 ~ 2025년 4월 11일  | [ 13 ] |
| 21대 | 김현진    | 김윤상 | 빈칸   | 빈칸   | 윤현진 | 2025년 4월 14일 ~ 2025년 6월 27일  |        |
| 22대 | 이인권    | 빈칸   | 박은경 | 빈칸   | 빈칸   | 2025년 6월 30일 ~ 현재             |        |

## 코너

### 방영 코너
- 고수뎐
- 자족식당
- 인생 분식
- 자연인
- 외국인의 밥상
- 한우물의 법칙
- 막 퍼주는 집, 얼만데요?

## 시청률
시청률 조사회사인 TNmS와 닐슨코리아에 따르면 연간 시청률 2~4%대를 집계한 것이다. 2000년대 중후반은 5~6%, 2010년대에는 2~4%대 수치로 하락되었다.

## 지역 방송국 프로그램
| 방송 채널 | 방송 권역                          | 프로그램                       | 방송 시간                                          |
| --------- | ---------------------------------- | ------------------------------ | -------------------------------------------------- |
| G1 TV     | 강원특별자치도                     | 지금은 지방시대                | 매주 수요일 오후 6시 50분 ~ 오후 7시 30분          |
| G1 TV     | 강원특별자치도                     | 강원매거진 7 스페셜            | 매주 수요일 오후 7시 30분 ~ 오후 7시 50분          |
| G1 TV     | 강원특별자치도                     | G1 뉴스쇼                      | 매주 목요일 오후 6시 50분 ~ 오후 7시 50분          |
| G1 TV     | 강원특별자치도                     | 강원매거진 7                   | 매주 금요일 오후 6시 50분 ~ 오후 7시 50분          |
| TJB TV    | 대전광역시 세종특별자치시 충청남도 | TJB 생방송 투데이              | 매주 월요일 ~ 수요일 오후 6시 50분 ~ 오후 7시 50분 |
| CJB TV    | 충청북도                           | CJB 이슈 인사이트              | 매주 목요일 오후 6시 50분 ~ 오후 7시 50분          |
| KNN TV    | 부산광역시 경상남도                | 100세시대 건강 하이소 (재방송) | 매주 금요일 오후 6시 50분 ~ 오후 7시 50분          |
| ubc TV    | 울산광역시                         | TV닥터 처방전                  | 매주 금요일 오후 6시 50분 ~ 오후 7시 5분           |
| ubc TV    | 울산광역시                         | 생방송 0!52                    | 매주 금요일 오후 7시 5분 ~ 오후 7시 50분           |
| kbc TV    | 광주광역시 전라남도                | kbc 뉴스와이드                 | 매주 목요일 오후 6시 20분 ~ 오후 7시 15분          |
| kbc TV    | 광주광역시 전라남도                | 토크콘서트 화통 스페셜         | 매주 목요일 오후 7시 15분 ~ 오후 7시 50분          |
| kbc TV    | 광주광역시 전라남도                | 보물지도 (재방송)              | 매주 금요일 오후 5시 55분 ~ 오후 6시 55분          |
| kbc TV    | 광주광역시 전라남도                | 도시락                         | 매주 금요일 오후 6시 55분 ~ 오후 7시 50분          |
| JTV TV    | 전북특별자치도                     | 즐거운 생활백서                | 매주 수요일 오후 6시 50분 ~ 오후 7시 50분          |
| JTV TV    | 전북특별자치도                     | 와글와글 시장 가요제           | 매주 목요일 ~ 금요일 오후 6시 50분 ~ 오후 7시 50분 |
| JIBS TV   | 제주특별자치도                     | 맛있는 제주 만들기 (재방송)    | 매주 월요일 오후 6시 50분 ~ 오후 7시 5분           |
| JIBS TV   | 제주특별자치도                     | 혼저옵서예 (재방송)            | 매주 월요일 오후 7시 5분 ~ 오후 7시 50분           |
| JIBS TV   | 제주특별자치도                     | 리얼 귀농 스토리 나는 농부다   | 매주 금요일 오후 6시 50분 ~ 오후 7시 50분          |

| 방송 채널 | 방송 권역                          | 월요일 | 화요일 | 수요일 | 목요일 | 금요일 |
| --------- | ---------------------------------- | ------ | ------ | ------ | ------ | ------ |
| G1 TV     | 강원특별자치도                     | O      | O      | X      | X      | X      |
| TJB TV    | 대전광역시 세종특별자치시 충청남도 | X      | X      | X      | O      | O      |
| CJB TV    | 충청북도                           | O      | O      | O      | X      | O      |
| KNN TV    | 부산광역시 경상남도                | O      | O      | O      | O      | X      |
| ubc TV    | 울산광역시                         | O      | O      | O      | O      | X      |
| TBC TV    | 대구광역시 경상북도                | O      | O      | O      | O      | O      |
| kbc TV    | 광주광역시 전라남도                | O      | O      | O      | X      | X      |
| JTV TV    | 전북특별자치도                     | O      | O      | X      | X      | X      |
| JIBS TV   | 제주특별자치도                     | X      | O      | O      | O      | X      |

## 타이틀 변천사
| 기수 | 프로그램 타이틀        | 방송 기간                          |
| ---- | ---------------------- | ---------------------------------- |
| 1기  | 생방송 투데이          | 2003년 5월 12일 ~ 2005년 7월 1일   |
| 2기  | 생방송 투데이 2부      | 2005년 7월 4일 ~ 2007년 1월 12일   |
| 3기  | 생방송 투데이          | 2007년 1월 15일 ~ 2008년 11월 28일 |
| 4기  | 생방송 투데이 생활경제 | 2008년 12월 1일 ~ 2009년 4월 24일  |
| 5기  | 생방송 투데이          | 2009년 4월 27일 ~ 현재             |

## 편성 변경
- 2017년 7월 4일 : 북한 ICBM 화성 14형 발사가 20분 일찍 시작하여 1시간 35분 동안 《SBS 뉴스특보》, 《SBS 8 뉴스》가 30분 일찍 시작하여 1시간 25분 동안 특집으로 방송되어 오후 6시 15분에 방송.
- 2024년 10월 25일 : SBS 스포츠 2024년 한국시리즈 3차전 KIA 타이거즈 VS 삼성 라이온즈 중계방송으로 인한 1시간 45분 단축 편성.
- 2025년 1월 1일 : 신년으로 인해 20분 앞당겨 오후 6시 30분부터 편성

## 결방
- 2018년 10월 16일 : 축구 국가대표 친선경기 《한국 VS 파나마》 중계방송으로 인한 결방.
- 2018년 10월 22일 : SBS 스포츠 2018년 KBO 리그 준플레이오프 3차전 《한화 이글스 VS 키움 히어로즈》 중계방송으로 인한 결방.
- 2018년 11월 2일 : SBS 스포츠 2018년 KBO 리그 플레이오프 5차전 《넥센 히어로즈 VS SK와이번스》 중계방송으로 인한 결방.
- 2018년 11월 9일 : SBS 스포츠 2018년 KBO 리그 한국 시리즈 4차전 《두산 베어스 VS SK 와이번스》 중계방송으로 인한 결방.
- 2018년 11월 20일 : 축구 국가 대표 평가전 《한국 VS 우즈베키스탄》 중계방송으로 인한 결방.
- 2018년 12월 25일 : 《2018 SBS 가요 대전》 편성으로 인한 결방.
- 2019년 2월 5일 ~ 2019년 2월 6일 : 설 특집 요즘 가족 조카면 족하다 편성으로 인한 결방.
- 2019년 2월 27일 ~ 2019년 2월 28일 : 북미 정상 회담 편성으로 인한 결방.
- 2019년 2월 28일 : 《2019 SBS 슈퍼 콘서트》 편성으로 인한 결방.
- 2019년 5월 24일 : 《2019 SBS 희망 TV》 편성으로 인한 결방.
- 2019년 6월 7일 : 축구 국가 대표 친선 경기 《한국 VS 호주》 중계방송으로 인한 결방.
- 2019년 7월 12일 : 2019 광주 세계 수영 선수권 대회 개막식 중계방송으로 인한 결방.
- 2019년 10월 10일 : SBS 스포츠 2019년 KBO 리그 준플레이오프 4차전《키움 히어로즈 VS LG 트윈스》 중계방송으로 인한 결방.
- 2019년 10월 17일 : SBS 스포츠 2019년 KBO 리그 플레이오프 3차전《SK 와이번스 VS 키움 히어로즈》 중계방송으로 인한 결방.
- 2019년 10월 23일 : SBS 스포츠 2019년 KBO 리그 한국시리즈 2차전 《키움 히어로즈 VS 두산 베어스》 중계방송으로 인한 결방.
- 2019년 11월 1일 : WBSC 야구 국가 대표 평가전 《한국 VS 푸에르토리코》 중계방송으로 인한 결방.
- 2019년 11월 6일 : WBSC 프리미어 12 《한국 VS 호주》 중계방송으로 인한 결방.
- 2019년 11월 7일 : WBSC 프리미어 12 《한국 VS 캐나다》 중계방송으로 인한 결방.
- 2019년 11월 12일 : WBSC 프리미어 12 《한국 VS 대만》 중계방송으로 인한 결방.
- 2019년 11월 18일 : 《2019 슈퍼 모델 선발 대회》 편성으로 인한 결방.
- 2020년 11월 12일 : SBS 스포츠 2020년 KBO 리그 플레이오프 3차전 《kt wiz VS 두산 베어스》 중계방송으로 인한 결방.
- 2021년 7월 16일 : 2020 도쿄 올림픽 축구 국가 대표 평가전 《한국 VS 프랑스》 중계방송으로 인한 결방.
- 2021년 9월 20일 : 추석 특집 생활의 달인 편성으로 인한 결방.
- 2021년 9월 21일 : 추석 특집 순간 포착 청백전 편성으로 인한 결방.
- 2021년 9월 22일 : 추석 특집 편먹고 공치리 편성으로 인한 결방.
- 2021년 11월 1일 : SBS 스포츠 2021년 KBO 리그 와일드카드 결정전 1차전 《키움 히어로즈 VS 두산 베어스》 중계방송으로 인한 결방.
- 2021년 11월 4일 : SBS 스포츠 2021년 KBO 리그 준플레이오프 1차전 《두산 베어스 VS LG 트윈스》 중계방송으로 인한 결방.
- 2021년 11월 17일 : SBS 스포츠 2021년 KBO 리그 한국시리즈 3차전 《kt wiz VS 두산 베어스》 중계방송으로 인한 결방.
- 2021년 11월 19일 : 《창사 특집 2021 SBS 희망 TV》 편성으로 인한 결방.
- 2022년 1월 31일 : 설 특집 생활의 달인 편성으로 인한 결방.
- 2022년 2월 1일 : 설 특집 순간포착 세상에 이런일이 편성으로 인한 결방.
- 2022년 2월 2일 : 설 특집 판타스틱 베이비 편성으로 인한 결방.
- 2022년 2월 7일 ~ 2022년 2월 18일 : 《2022 베이징 동계 올림픽》 중계방송으로 인한 결방.
- 2022년 3월 9일 : 《3.9 대통령 선거》 개표방송으로 인한 결방.
- 2022년 6월 1일 : 《3.1 지방 선거》 개표방송으로 인한 결방.
- 2022년 9월 12일 : 추석 특집 궁금한 이야기 Y 스페셜 편성으로 인한 결방.
- 2022년 10월 13일 : SBS 스포츠 2022년 KBO 리그 와일드카드 결정전 1차전 《KIA 타이거즈 VS kt wiz》 중계방송으로 인한 결방.
- 2022년 10월 28일 : SBS 스포츠 2022년 KBO 리그 플레이오프 4차전 《LG 트윈스 VS 키움 히어로즈》 중계방송으로 인한 결방.
- 2022년 11월 2일 : SBS 스포츠 2022년 KBO 리그 한국시리즈 2차전 《키움 히어로즈 VS SSG 랜더스》 중계방송으로 인한 결방.
- 2022년 11월 7일 : SBS 스포츠 2022년 KBO 리그 5차전 《키움 히어로즈 VS SSG 랜더스》 중계방송으로 인한 결방.
- 2022년 11월 18일 : 《창사 특집 2022 SBS 희망 TV (5, 6부)》 편성으로 인한 결방.
- 2023년 9월 25일 ~ 2023년 10월 6일 : 추석 연휴 및 《2022 항저우 아시안 게임》 중계방송으로 인한 결방.
- 2023년 10월 23일 : SBS 스포츠 2023년 KBO 리그 준플레이오프 2차전 《NC 다이노스 VS SSG 랜더스》 중계방송으로 인한 결방.
- 2023년 11월 7일 : SBS 스포츠 2023년 KBO 리그 한국시리즈 1차전 《KT 위즈 VS LG 트윈스》 중계방송으로 인한 결방.
- 2023년 11월 21일 : 《2023 슈퍼모델 선발대회 (2부)》 편성으로 인한 결방.
- 2024년 2월 12일 : 《설날 특집 골 때리는 그녀들, 골림픽 (2부)》 편성으로 인해 결방.
- 2024년 4월 10일 : 《4.10 국회의원 선거》 개표방송으로 인한 결방.
- 2024년 5월 24일 : 《2024 SBS 희망 TV (5부)》 편성으로 인한 결방.
- 2024년 10월 16일 : SBS 스포츠 2024년 KBO 리그 플레이오프 3차전 삼성 라이온즈 VS LG트윈스 중계방송으로 인한 결방.
- 2024년 10월 29일 : SBS 스포츠 2024년 한국시리즈 6차전 삼성라이온즈 VS KIA 타이거즈 중계방송으로 인한 결방.
- 2024년 11월 8일 : 《창사 특집 2024 SBS 희망 TV (5부)》 편성으로 인한 결방.
- 2024년 12월 25일 : 《2024 SBS 가요대전 Merry Music》 편성으로 인한 결방.
- 2025년 6월 3일 : 제21대통령선거 개표방송으로 인한 결방.

## 참고 사항
- SBS TV는 2003년 가을 개편 당시 7월 21일부터 KBS 2TV 어린이 드라마 《매직키드 마수리》와 맞서기 위해 오후 6시 20분으로 변경된 해당 프로그램을 폐지하는 대신 신동엽을 주인공으로 내세운 시트콤 《미녀와 야수》를 신설할 예정이었으나[14] "연예계에서 물의를 일으킨 외부 PD 영입은 안 된다"[15]는 이유로 무산되었다.
- 2025년 하반기부터 제작비 절감을 목적으로 유사한 포맷으로 개편되었으며, 일부 자막 또한 《SBS 모닝와이드》 3부의 미니멀리즘 디자인으로 변경되었다. 해당 프로그램은 코너 형식으로 재방송 편성되고 있다.

## 경쟁 프로그램
- 2TV 생생정보 (KBS 2TV)
- 오늘N (MBC TV)